# 長崎屋豊田店
長崎屋豊田店（ながさきやとよたてん）は、愛知県豊田市喜多町2丁目にあった、長崎屋のショッピングセンターである。

## 歴史

### 開店
1971年（昭和46年）9月18日、長崎屋豊田店が開店した。豊田市駅の駅前通りの地主らが出資した豊田中央開発会社によって、1,475平方メートルの敷地に地上7階建て・地下1階建てのビルが建てられ、長崎屋がこのビルを貸借する形である。長崎屋としては愛知・岐阜・三重の東海3県で初進出。豊田市の大手スーパーとしては、1967年11月に名鉄豊田市駅前に5階建てのショッピングセンターなど2店舗を開店させたほていや、1969年末に豊田市駅西側に開店した4階建ての豊田タウン、1970年春にほていや前に開店した5階建てのサントクヤに続くスーパーである。
なお、長崎屋ビルの7階に入った映画館のアート座は1971年（昭和46年）8月26日時点ですでに営業を行っている。
ピーク時の長崎屋豊田店は年商35億円を超えていたが、1985年（昭和60年）にヤマナカが撤退したことで大幅に売上が減少した。また、ギャラリエアピタ豊田店（1983年開店）や豊田そごう（1988年開店）などと競合したことで、閉店時の年商は約20億円となっていた。

### 閉店
建物の権利者との20年の賃貸契約が切れる1991年（平成3年）8月25日をもって、長崎屋豊田店は閉店した。長崎屋の閉店後、豊田市・商工会議所・地元商店によってビル内に屋台村のおいでん横町が開店したが、わずか数年で撤退した。おいでん横町の撤退後、ビルは使われないまま25年近く残っていたが、駅前通りの向かいのコモ・スクエア（ギャラリエアピタ跡地）同様に再開発事業が行われた。2015年（平成27年）に周辺の商店などと共に解体され、2017年（平成29年）11月25日にKiTARAが開業した。

## 施設
1971年（昭和46年）から1985年（昭和60年）まで地下1階にヤマナカが入居しており、食料品売り場を担当した。最上階の7階には映画館のアート座も入居していた。

## 立地
名鉄三河線・豊田線豊田市駅の駅前通り（愛知県道342号豊田市停車場線）沿いにあり、駅前通りの向かいにはギャラリエアピタ豊田店があった。